# Каз (хребет)
Каз (Каздаг, тур. Kaz Dağı, Baba Dagi) — гірський масив на північно-західному узбережжі Малої Азії, найвища частина гірського хребта Коджакатран (Kocakatran Dağı), що починається в Мізії і тягнеться через Фригію, на півострові Біга (Троада), на північ від затоки Едреміт, на заході Туреччини, між ілами Баликесір і Чанаккале. Розташований в 18 кілометрах на північний захід від Едреміта. Найвища вершина — гора Каз висотою 1774 метрів над рівнем моря. Випадає до 1500 мм опадів в рік. На північному схилі ростуть хвойні ліси, на південному — дуби.
В античній географії гора Каз відома як гора Іда (Ідейська гора, дав.-гр. Ἴδη, тур. İda Dağı), біля підніжжя якої на півночі розташовувалася Троя. Гора Іда згадується Гомером в «Іліаді» як багата джерелами і лісом, місце проживання диких тварин. Найвищі вершини Іди називалися Гаргар (Гаргарон. Γάργᾰρον) і Котилос (Κότυλος). Гаргар — місце шлюбу Гери і Зевса. На Гаргарі розташовувалося святилище Зевса, священний гай і вівтар. На Іді Зевс сидів, спостерігаючи за успіхами троянців. На схилі Іди відбувся суд Паріса. Також Іда була центром культу Кібели. На Іді мешкали дактили.